# Chaetomium serpentinum
Chaetomium serpentinum är en svampart som beskrevs av L.M. Ames ex A. Carter 1983. Chaetomium serpentinum ingår i släktet Chaetomium och familjen Chaetomiaceae.   Inga underarter finns listade i Catalogue of Life.